# Marc Vestí Àtic
Marc Vestí Àtic (en llatí Marcus Vestinus Atticus) va ser un magistrat romà del segle i.
Era cònsol romà l'any 65 quan es va desenvolupar la conspiració de Pisó contra Neró. Era un home de caràcter ferm i tenia grans dots naturals. Va ser amic de Neró, però sembla que ja havia tingut mostres del seu odi, sobretot perquè no dissimulava el menyspreu que li va arribar a tenir. Era innocent, i no va participar en la conspiració, però va ser condemnat a mort per Neró acusat d'omissió i potser com a revenja perquè s'havia casat amb Messal·lina Estatília tot i saber que era amant de l'emperador.